# Michelle Gomez
Michelle Gomez, all'anagrafe Michelle May Romney Marsham Antonia Gomez (Glasgow, 23 novembre 1966), è un'attrice britannica.

## Biografia
Michelle Gomez nasce a Glasgow, in Scozia, figlia di Tony Gomez, un fotografo, nativo dell'isola di Montserrat e di origine portoghese, e di May Gomez, una manager scozzese, impiegata presso un'agenzia di modelle. All'età di sette anni, dopo aver visto una rappresentazione del musical Kiss Me, Kate, decise di diventare un'attrice. Ha frequentato la Shawlands Academy dal 1978 al 1983 e la Royal Scottish Academy of Music and Drama.
Il suo primo ruolo significativo è in The Acid House, basato su tre racconti dello scrittore Irvine Welsh. Ha fatto parte del cast delle serie televisive di Channel 4 The Book Group e Green Wing. Ha interpretato Michelle nella sitcom BBC Carrie and Barry.
Lavora nei film Chromophobia (2005), The Good Housekeeping Guide (2006), nel film TV BBC Wedding Belles e in Boeing-Boeing presso il Comedy Theatre di Londra. Nel 2008 si unisce alla Royal Shakespeare Company interpretando Kate ne La bisbetica domata presso il Courtyard Theatre e il Novello Theatre. Nel 2012 lavora nella pellicola inglese The Wedding Video e dallo stesso anno nella serie Bad Education fino al 2013. Nel 2014 produce sketch comici con il nome di Heather per il canale YouTube Wildseed Studios.
Nell'ottava stagione di Doctor Who interpreta l'antagonista Missy. Appare in quasi tutti gli episodi della stagione, venendo accreditata solo in 7 occasioni, ma ottiene un ruolo significativo solo nei due episodi conclusivi (Viaggio nell'aldilà e Morte in Paradiso) dove viene rivelata la vera identità del suo personaggio. Nel 2015 riprende il ruolo nella nona stagione della serie, con gli episodi The Magician's Apprentice e The Witch's Familiar.
Nel 2018 entra nel cast della serie Netflix Le terrificanti avventure di Sabrina. Nel 2020 entra nel cast della serie HBO Max L'assistente di volo - The Flight Attendant, nel ruolo di Miranda Croft. Nel 2021 entra nel cast della serie DC Universe (servizio di streaming), HBO Max Doom Patrol (serie televisiva), nella terza stagione nel ruolo di Laura de Mille.

## Vita privata
È sposata con l'attore Jack Davenport dal maggio 2000. La coppia ha avuto un figlio, Harry, nel 2010.

## Filmografia

### Attrice

#### Cinema
- The Acid House, regia di Paul McGuigan (1998)
- Il mio West, regia di Giovanni Veronesi (1998)
- Programma mortale (New World Disorder), regia di Richard Spence (1999)
- Mauvaise Passe, regia di Michel Blanc (1999)
- Ticks, regia di Rupert Wyatt – cortometraggio (1999)
- Offending Angels, regia di Andrew Rajan (2000)
- Subterrain, regia di Rupert Wyatt (2001)
- Chromophobia, regia di Mary Fiennes – accreditata come Michele Gomez (2003)
- Meat the Campbells, regia di Simon Hynd – cortometraggio(2005)
- The Wedding Video, regia di Nigel Cole (2012)

#### Televisione
- First and Last – film TV, regia di Alan Dossor (1989)
- Taggart – serie TV, 2 episodi (1992-1999)
- Metropolitan Police (The Bill) – serie TV, 2 episodi (1996-1998)
- Highlander: The Raven – serie TV, 1 episodio (1999)
- Rebus – serie TV, 1 episodio (2001)
- My Family– serie TV, 1 episodio (2002)
- The Book Group – serie TV, 12 episodi (2002-2003)
- Manchild – serie TV, 1 episodio (2003)
- Ready When You Are, Mr. McGill – film TV, regia di Paul Seed (2003)
- Carrie & Barry – serie TV, 12 episodi (2004-2005)
- Green Wing – serie TV, 18 episodi (2004-2006)
- Kate & Emma - Indagini per due (Murder in Suburbia) – serie TV, 1 episodio (2005)
- The Good Housekeeping Guide – film TV, regia di Syd Macartney (2006)
- Secret Policeman's Ball – film TV, regia di Julia Knowles (2006)
- Feel the Force – serie TV, 6 episodi (2006)
- Wedding Belles – film TV, regia di Philip John (2007)
- Oliver Twist – miniserie TV (2007)
- Svengali – film TV, regia di Philip John (2009)
- Bad Education – serie TV, 11 episodi (2012-2013)
- Psychobitches – serie TV, 6 episodi (2013-2014)
- Doctor Who – serie TV, 15 episodi (2014-2017)
- The Brink – serie TV, 3 episodi (2015)
- Gotham – serie TV, 2 episodi (2015)
- The Collection – serie TV, 2 episodi (2016)
- Le terrificanti avventure di Sabrina (Chilling Adventures of Sabrina) – serie TV, 36 episodi (2018-2020)
- L'assistente di volo - The Flight Attendant (The Flight Attendant) – serie TV, 9 episodi (2020-2022)
- Doom Patrol – serie TV, 21 episodi (2021-2023)
- Law & Order - Unità vittime speciali - serie TV, episodio 24x18 (2023)

### Doppiatrice
- LEGO Dimensions – videogioco (2015)
- 101 Dalmatian Street – serie TV, 4 episodi (2020)
- A casa dei Loud: Il film (The Loud House Movie), regia di Dave Needham (2021) - Morag
- Dragon Age: The Veilguard – videogioco (2024)

## Doppiatrici italiane
Nelle versioni in italiano dei suoi lavori, Michelle Gomez è stata doppiata da:
- Anna Cugini in Doctor Who, L'assistente di volo - The Flight Attendant, Law & Order - Unità vittime speciali
- Alessandra Korompay in The Brink
- Patrizia Burul ne Le terrificanti avventure di Sabrina